# Lista de ferramentas e serviços do Google
O Google, além da sua pesquisa pela web, tem uma variedade de serviços e ferramentas, onde muitas delas são interligadas umas com as outras.
O usuário precisa ter uma conta de e-mail cadastrada no Google para ter todos os serviços à disposição, sendo necessário posteriormente apenas ativar os serviços desejados. Esta é uma lista das ferramentas e serviços oferecidos pelo Google.

### Ferramentas de pesquisa
Google Search
Motor de pesquisa na web, que é o principal produto do Google Inc. Ele foi a primeira criação da companhia, saindo na versão beta em 21 de setembro de 1999, e até hoje se consilida como o produto mais popular e famoso do mundo. Ele recebe 1 bilhão de visitantes por dia e é o motor de busca mais utilizado na Internet. O Google Search também oferece a pesquisa regional, através de seus domínios a nível regional. Actualmente o Google obtêm 189 diferentes domínios regionais.
Blog Search
Motor de busca voltado a pesquisa de blogues, com um índice de pesquisa continuamente atualizado. Os resultados incluem todos os blogs, não apenas aqueles publicados pelo Blogger. Os resultados podem ser visualizados e filtrados por data.
Google Books
Serviço que procura textos completos de livros que a Google escaneia, converte-o utilizando o reconhecimento ótico de caracteres, e armazena em seu banco de dados digital.
Google Custom Search
Ferramenta que permite que um usuário crie uma experiência de pesquisa personalizada para o seu próprio site. Renomeado de Google Co-op, que por sua vez substituído por Google Custom Search.
Google Finance
O serviço apresenta a informações sobre empresas incluindo suas últimas decisões e também suas ações com um código em JavaScript que permite a visualização das ações no momento.
Google Groups
Serviço de web e e-mail de serviço e arquivo. Os usuários podem participar de um grupo, fazer um grupo, publicar posts, rastrear seus temas favoritos, escrever um conjunto de páginas web de grupos atualizáveis por membros e arquivos do grupo de ações. Em janeiro de 2007, a versão 3 do Grupos do Google foi lançado. Novos recursos incluem a capacidade de criar páginas personalizadas e compartilhar arquivos.
Google News
Serviço de compilação automatizado de notícias e motor de busca. Existem versões do agregador para mais de 20 idiomas. Enquanto a seleção de notícias é totalmente automatizada, os locais incluídos são selecionados por editores humanos.
Google Scholar
Ferramenta que permite pesquisar em trabalhos acadêmicos, literatura escolar, jornais de universidades e artigos variados.
Google Translate
É um serviço virtual gratuito de tradução instantânea de textos e websites.
Google Shopping
É um motor de busca que procura lojas online, incluindo leilões para os produtos.

### Produtos de gerenciamento de contas
Google Dashboard
Oferece uma visão simples para os dados associados a uma Conta do Google.

### Serviços de publicidade
AdSense
É o serviço de publicidade oferecido para donos de websites, que por sua vez podem se inscrever no programa para exibir anúncios em texto, imagem e, mais recentemente, vídeo. A exibição dos anúncios é administrada pelo Google e gera lucro baseado ou na quantidade de cliques ou de visualizações.
Google Ads
É um serviço que consiste em anúncios em forma de links encontrados, principalmente, nos sites de busca relacionados às palavras-chave que o internauta está procurando no motor de busca da página. Sendo um modo de adquirir publicidade altamente segmentada, baseada no sistema de Custo por Clique (CPC), custo por impressões (CPM) ou de custo por ação (CPA) independentemente de qual seja o seu orçamento. Os anúncios do AdWords são exibidos juntamente com os resultados de pesquisa no Google, assim como em sites de pesquisa e de conteúdo da crescente rede de anúncios do Google, que inclui AOL, EarthLink, HowStuffWorks e Blogger.
DoubleClick
É uma agência de marketing especializada em mídia eletrônica (marketing de banner, motores de busca e Rich-Media)

### Ferramentas de comunicação e publicação
FeedBurner
Oferece ferramentas para gestão e estatísticas de leitores dos feeds RSS para blogueiros, podcasters e outros publicadores de conteúdo web.
3D Warehouse
É uma plataforma acessível gratuitamente ao público, que permite o acesso a modelos em 3D colocados à disposição por contribuidores diversos. Os modelos estão disponíveis no formato SKP, o formato nativo do SketchUp.
SketchUp
É um software proprietário para a criação de modelos em 3D no computador.
Google Workspace
É um serviço para uso de domínios próprios em diversos produtos oferecidos pela rede Google. Este serviço apresenta muitas aplicações via Internet com funcionamento similar aos tradicionais programas para escritório; os módulos do Google Apps são: Gmail, Google Agenda, Talk, Docs e Sites.
Google Browser Sync
É um serviço de agenda e calendário on-line oferecido gratuitamente pela empresa Google. Disponível em uma interface web, é possível adicionar, controlar eventos, compromissos, compartilhar a programação com outras pessoas, agregar à sua agenda diversas agendas públicas, entre outras funcionalidades.
Google Docs
É um pacote de aplicativos baseado em AJAX. Funciona totalmente on-line diretamente no browser.
Google Friend Connect
É uma aplicação web que permite a adicionar recursos de redes sociais diretamente a um site ou blog qualquer. 
Google GrandCentral
É um serviço gratuito, atualmente em teste beta privado, que permite receber telefonemas e correio de voz diretamente em seu blog.
Blogger
É uma ferramenta de publicação. Os usuários podem criar blogs personalizados, hospedados com características, tais como a edição de fotos, comentários, blogs coletivos, perfis de blogueiros e a versão móvel, baseado postagem com pouco conhecimento técnico.
Inbox by Gmail
Gmail
Serviço de e-mail fornecido pelo Google, conhecido por seu armazenamento abundante, interface de busca baseada em intuitiva e elasticidade. Foi lançado pela primeira vez em um formulário de convite, somente em 1 de abril de 2004. O acesso móvel e integração do Google Talk também é destaque.
Google+
Rede social do Google. Foi construída para agregar serviços sociais do Google, como Google Profiles, Google Buzz e Picasa Web, também introduz muitas características novas, incluindo Círculos (grupos de amigos), Sparks (sugestões de conteúdo), Hangouts (chat por vídeo) e Huddles (chat em grupo). Atualmente tem uma pequena integração com a também rede social do Google, o Orkut.
Orkut
Serviço de rede social, onde os usuários podiam listar suas informações pessoais e profissionais, criar relacionamentos entre amigos e participar de comunidades de interesse mútuo. Em novembro de 2006, o Google abriu inscrição para todos no Orkut, em vez de ser apenas para convidados. O serviço foi descontinuado em 30 de setembro de 2014.
Panoramio
É um serviço do em que é possível armazenar fotografias e poder mostrar para o mundo inteiro as suas fotos, inclusive com mapas e localizações dos lugares de onde você tirou. As fotos passam por uma avaliação e em seguida são integradas ao Google Earth, sendo que fotos de pessoas (mesmo quando integradas à paisagem) e fotos comerciais não são relacionadas. O objetivo do Panoramio é permitir aos usuários deste programa aprender mais sobre uma parte específica de um mapa, observando as fotografias tiradas por outros usuarios naquele local.
Picasa Web Albuns
É um serviço gratuito para o armazenamento e compartilhamento de fotos na internet. Tem total integração com o programa de computador de mesmo nome, Picasa, em sua opção Álbuns da Web, sincronizando os álbuns de fotos locais com os online. Recentemente a Google anunciou que iria substituir o Picasa Web Álbuns pelo Google+ Fotos
YouTube
Site gratuito de compartilhamento que permite aos usuários fazerem upload, visualizarem e compartilharem clipes de vídeo. Em outubro de 2006, o Google Inc., anunciou que tinha chegado a um acordo para adquirir a empresa por US$ 1,65 bilhões de dólares em ações do Google. O negócio foi fechado em 13 de novembro de 2006.

### Desenvolvimento de recursos
Google App Engine
É uma plataforma de computação em nuvem para desenvolver e hospedar aplicações web na infraestrutura do Google. Foi inicialmente lançado como versão preliminar (beta) em Abril de 2008.
Dart
É uma linguagem de script voltada à web. Ela foi lançada na GOTO Conference 2011, que aconteceu de 10 a 11 de outubro de 2011 em Aarhus, na Dinamarca. O objetivo da linguagem Dart é substituir a JavaScript como a linguagem principal embutida nos navegadores. Programas nesta linguagem podem tanto serem executados em uma máquina virtual quanto compilados para JavaScript.
É um site para interesse de programadores em desenvolvimento de softwares. O site contém código-fonte aberto e uma lista de serviços que suportam a API pública do Google.
OpenSocial
É uma API (interface entre aplicativo e a programação) aberta e baseada em HTML convencional e Javascript. Esta permite que desenvolvedores criem widgets (aplicações ou add-ons) para serem executados dentro de redes sociais  que aderirem à API OpenSocial. As redes sociais que já aderiram são o Orkut, MySpace, Friendster, LinkedIn, hi5, XING, Plaxo, Ning, Oracle, Viadeo e SalesForce.
Go
É uma linguagem de programação lançada em código livre em novembro de 2009. É uma linguagem compilada e programação concorrente, baseada em trabalhos feitos no sistema operacional chamado Inferno. O projeto inicial da linguagem foi feito  em setembro de 2007 por Robert Griesemer, Rob Pike e Ken Thompson. Atualmente, há implementações apenas para Linux e Mac OS X.
É um toolkit de código-fonte aberto permitindo desenvolvedores a criar aplicativos com tecnologia Ajax em linguagem de programação Java .

### Produtos relacionados com mapas
Google Body
É um website que permite ao utilizador visualizar um modelo anatómico 3D do corpo humano. Várias camadas podem ser tornadas transparentes, para melhor estudar desde os músculos ao vasos sanguíneos, para permitir um melhor estudo de partes específicas do corpo. A maioria das partes do corpo encontram-se legendadas.
Google Map Maker
É um serviço criado pelo Google em junho de 2008, com o intuito de expandir e melhorar a cartografia do Google Maps.
Google Maps
É um serviço de pesquisa e visualização de mapas e imagens de satélite da Terra gratuito na web, que indexa ruas e displays de satélite e imagens ao nível da rua, proporcionando direcções de condução e de busca de empresas locais.
Google Mars
É um serviço semelhante ao Google Maps, o que muda é apenas o fato das fotos serem da superfície de Marte. É possível visualizar tanto como se estivesse visualizando o planeta por um telescópio como por duas outras formas renderizadas. Uma é colorizada pelo relevo e outra das emanações em infravermelho.
Também pode-se buscar a posição de naves e sondas que pousaram no planeta ou de acidentes geográficos.
Google Moon
Ferramenta que permite visualização da Lua em 8 opções de zoom.
É possível ver toda face da Lua, bem como consultar (através de marcadores) onde pousaram as naves das missões da NASA que foram até à Lua (Apollo 11, Apollo 12, etc.). Se o nível de zoom for aumentado ao máximo, a imagem de um queijo suíço poderá ser vista.

### Ferramentas de estatísticas
Google Analytics
É um serviço gratuito no qual, ao ativar-se o serviço por intermédio de uma conta do Google, e  ao cadastrar-se um site recebe-se um código para ser inserido na página cadastrada e, a cada exibição, estatísticas de visitação são enviadas ao sistema e apresentadas ao dono do site. Foi criado principalmente como um auxilio aos webmasters para otimizar seus sites para campanhas de marketing e para o Google AdSense.
Google Trends
É uma ferramenta do Google Labs que mostra os mais populares termos buscados em um passado recente.  
A ferramenta apresenta gráficos com a frequência em que um termo particular é procurado em várias regiões do mundo, e em vários idiomas. O eixo horizontal do gráfico representa tempo (a partir de algum tempo em 2004), e o vertical é com que frequência é procurado um termo, globalmente. Também permite o usuário comparar o volume de procuras entre duas ou mais condições. Notícias relacionadas aos termos buscados são mostradas ao lado e relacionadas com o gráfico, apresentando possíveis motivos para um aumento ou diminuição do volume de buscas.

## Sistemas operacionais
Android
É um sistema operacional móvel que roda sobre o núcleo Linux, embora por enquanto a sua versão do núcleo Linux divirja da versão oficial.. Foi inicialmente desenvolvido pelo Google e posteriormente pela Open Handset Alliance, mas a Google é a responsável pela gerência do produto e engenharia de processos. O Android permite aos desenvolvedores escreverem software na linguagem de programação Java controlando o dispositivo via bibliotecas desenvolvidas pela Google.
Google Chrome OS
É um sistema operacional de código aberto baseado em Linux projetado pela Google para trabalhar exclusivamente com aplicativos web. Anunciado em 7 de julho de 2009, o Chrome OS teve um lançamento público de uma versão estável durante o segundo semestre de 2010, no dia 7 de dezembro de 2010. A interface de usuário faz uma abordagem minimalista, assemelhando-se ao navegador Chrome.
Google TV
É uma plataforma de TV inteligente que funciona no Android e na versão Linux do Google Chrome para criar uma sobreposição de televisão interactiva em cima da televisão e sites de internet existente através de WebTV para adicionar uma interface de usuário.

## Aplicações de desktop
Google Chrome
É um navegador desenvolvido pelo Google e compilado com base em componentes de código aberto como o motor de renderização o WebKit, da Apple Inc. e sua estrutura de desenvolvimento de aplicações (Framework). Em menos de dois anos de uso, o Google Chrome já era o terceiro browser mais usado do mundo, atrás apenas do Internet Explorer e Mozilla Firefox. Em outubro de 2010, cerca de 8,50% dos usuários de Internet do mundo mantiveram o Google Chrome como seu browser principal. Já no mês de outubro do mesmo ano, o navegador passou a ter uma participação no mercado de 8,47%.
Google Earth
É um programa de computador cuja função é apresentar um modelo tridimensional do globo terrestre, construído a partir de mosaico de imagens de satélite obtidas de fontes diversas, imagens aéreas (fotografadas de aeronaves) e GIS 3D. Desta forma, o programa pode ser usado simplesmente como um gerador de mapas bidimensionais e imagens de satélite ou como um simulador das diversas paisagens presentes no Planeta Terra. Com isso, é possível identificar lugares, construções, cidades, paisagens, entre outros elementos. O programa é similar, embora mais complexo, ao serviço também oferecido pelo Google conhecido como Google Maps.
Picasa
Foi um programa de computador que inclui a edição digital de fotografias e cuja função principal é organizar a coleção de fotos digitais presentes no computador, de forma a facilitar a procura por fotografias específicas por parte do usuário do software. Foi criado pela empresa Picasa, Inc., adquirida em julho de 2004 pelo Google. A partir de então, a empresa norte-americana passou a oferecer o programa gratuitamente em sua página na Internet. Em janeiro de 2009, quase cinco anos após seu lançamento inicial, Google finalmente anunciou na MacWorld daquele ano o lançamento do Picasa para Mac. O programa tem total integração com o serviço gratuito Picasa Web, de armazenamento e compartilhamento de fotos online, também do Google.
Google Toolbar
É uma ferramenta adicional disponível para os principais browsers do mercado. Ela permite um acesso rápido as principais funções e sites do Google.
Dentre as funções encontradas, há a busca com um registro local das palavras buscadas, além de permitir a seleção de tipo de dados a serem procurados, assim como na página principal do Google. Acesso ao Page Rank da página e opção para votar ou não em um site, além de muitas outras opções disponíveis.
Uma das funcionalidades mais inovadoras do Google Toolbar é a capacidade do usuário salvar seus favoritos em sua conta e acessá-los em qualquer navegador que possua o Google Toolbar em qualquer computador do mundo. O que ocorre é que os favoritos ficam salvos em uma espécie de 'nuvem'.

## Hardware
Google Home
Google Pixel
Google Mini
Ferramenta de reduzida capacidade, versão de menor custo do Google Search Appliance.
Nexus One
É um celular lançando em 5 de janeiro de 2010. Ele usa o Android como sistema operacional. Algumas características do celular incluem a habilidade de transcrever voz para texto, dois microfones com capacidade de reduzir ruídos, e direções de voz durante a direção.
O telefone vem desbloqueado e não é restrito para uso em qualquer operadora de celular. 
Esta linha de celulares foi substituída pelos celulares Google Pixel